# David Cobeño
David Cobeño Iglesias (ur. 6 kwietnia 1982 w Madrycie) – hiszpański piłkarz grający na pozycji bramkarza w Rayo Vallecano.
Wcześniej występował w Realu Madryt Castilla, SD Ponferradina, Sevilli i Almerii.

## Statystyki klubowe
| Sezon   | Klub                 | Kraj      | Liga               | Mecze | Bramki | Puchar Kraju | Mecze | Bramki |
| ------- | -------------------- | --------- | ------------------ | ----- | ------ | ------------ | ----- | ------ |
| 2002/03 | SD Ponferradina      | Hiszpania | Segunda División B | 3     | 0      | -            | -     | -      |
| 2003/04 | Real Madrid C        | Hiszpania | Tercera División   | -     | -      | -            | -     | -      |
| 2004/05 | Real Madrid C        | Hiszpania | Tercera División   | -     | -      | -            | -     | -      |
| 2005/06 | Real Madryt Castilla | Hiszpania | Segunda División   | 29    | 0      | -            | -     | -      |
| 2006/07 | Sevilla FC           | Hiszpania | Primera División   | 5     | 0      | -            | -     | -      |
| 2007/08 | UD Almería           | Hiszpania | Primera División   | 17    | 0      | -            | -     | -      |
| 2008/09 | Rayo Vallecano       | Hiszpania | Segunda División   | 40    | 0      | -            | -     | -      |
| 2009/10 | Rayo Vallecano       | Hiszpania | Segunda División   | 25    | 0      | -            | -     | -      |
| 2010/11 | Rayo Vallecano       | Hiszpania | Segunda División   | 34    | 0      | -            | -     | -      |
| 2011/12 | Rayo Vallecano       | Hiszpania | Primera División   | 15    | 0      | -            | -     | -      |
| 2012/13 | Rayo Vallecano       | Hiszpania | Primera División   | 8     | 1      | -            | -     | -      |
| 2013/14 | Rayo Vallecano       | Hiszpania | Primera División   | 5     | 0      | -            | -     | -      |
| 2014/15 | Rayo Vallecano       | Hiszpania | Primera División   | 3     | 0      | Puchar Króla | 2     | 0      |
| 2015/16 | Rayo Vallecano       | Hiszpania | Primera División   | 0     | 0      | -            | -     | -      |

Stan na: 22 sierpnia 2015 r.